# The Source
The Source é um sítio americano de hip hop e entretenimento e uma revista publicada anualmente ou semestralmente. É o periódico de rap mais antigo do mundo, sendo fundado como um boletim informativo em 1988.

## Álbuns Five-Mic doThe Source
O Record Report é uma seção da publicação em que a equipe da revista avalia os álbuns de hip-hop. As classificações variam de um a cinco microfones, em paralelo com uma típica escala de classificação de cinco estrelas. Um álbum que é avaliado em quatro e meio ou cinco microfones é considerado pelo The Source como um álbum de hip hop superior. Ao longo dos primeiros dez anos, a classificação anunciada de cinco microfones só se aplicava a álbuns que eram álbuns de hip hop universalmente elogiados. Um total de 45 álbuns foram premiados com cinco microfones; uma lista cronológica completa está abaixo.
Álbuns que originalmente receberam cinco microfones:
- People's Instinctive Travels and the Paths of Rhythm – A Tribe Called Quest
- AmeriKKKa's Most Wanted – Ice Cube
- Let the Rhythm Hit 'Em – Eric B. & Rakim
- One for All – Brand Nubian
- De La Soul Is Dead – De La Soul
- The Low End Theory – A Tribe Called Quest
- Illmatic – Nas
- Life After Death – The Notorious B.I.G.
- Aquemini – Outkast
- The Blueprint – Jay-Z
- Stillmatic – Nas
- The Fix – Scarface[4]
- The Naked Truth – Lil' Kim[4]
- Trill OG – Bun B[4]
- My Beautiful Dark Twisted Fantasy – Kanye West[4]

Álbuns que não foram classificados em seus lançamentos, mas mais tarde foram classificados com cinco microfones em 2002:
- Run-D.M.C. – Run-D.M.C.
- Radio – LL Cool J
- Licensed to Ill – Beastie Boys
- Raising Hell – Run-D.M.C.
- Criminal Minded – Boogie Down Productions
- Paid in Full – Eric B. & Rakim
- By All Means Necessary – Boogie Down Productions
- It Takes a Nation of Millions to Hold Us Back – Public Enemy
- Long Live the Kane – Big Daddy Kane
- Critical Beatdown – Ultramagnetic MCs
- Straight Out the Jungle – Jungle Brothers
- Strictly Business – EPMD
- The Great Adventures of Slick Rick – Slick Rick
- Straight Outta Compton – N.W.A
- No One Can Do It Better – The D.O.C.
- All Eyez on Me – 2Pac

Álbuns que originalmente receberam 4,5 microfones e mais tarde foram reclassificados para cinco:
- Breaking Atoms – Main Source
- Death Certificate – Ice Cube
- The Chronic – Dr. Dre
- Enter the Wu-Tang (36 Chambers) – Wu-Tang Clan
- Ready to Die – The Notorious B.I.G.
- The Infamous – Mobb Deep
- Only Built 4 Cuban Linx... – Raekwon
- 2001 – Dr. Dre

Álbuns que originalmente receberam quatro microfones e mais tarde foram reclassificados para cinco:
- Grip It! On That Other Level – Geto Boys
- Doggystyle – Snoop Doggy Dogg
- The Diary – Scarface
- Me Against the World – 2Pac
- The Score – The Fugees
- Reasonable Doubt – Jay-Z